# Wolfgang Exler
Wolfgang Exler (* 23. Februar 1965 in Menden (Sauerland)) ist ein deutscher Polizeibeamter und Politiker (CDU).
Exler besuchte eine Realschule. Der CDU trat er 1989 bei. Nachdem er von 1991 bis 1993 der Jungen Union Menden angehört hatte, zog er 1994 erstmals in den Mendener Stadtrat ein. Bei der Landtagswahl 2010 trat Exler erstmals für ein Direktmandat an. Mit 43,9 % gewann er seinen Wahlkreis und zog so in den Landtag ein. Bei der vorgezogenen Neuwahl 2012 erreichte er in seinem Wahlkreis 38,3 Prozent und verlor sein Direktmandat an die SPD-Kandidatin Inge Blask, die mit einem Erststimmen-Anteil von 38,8 Prozent genau 281 Stimmen mehr erhielt. Nach dem Ausscheiden aus dem Landtag arbeitet Exler wieder als Polizist.
Exler ist verheiratet und hat drei Kinder.